# Aukciós oldal
Az aukciós oldalak olyan internetoldalak, ahol árverés keretében bárki áruba bocsáthatja saját javait, legyen szó akár ingatlanról, használati tárgyakról vagy szolgáltatásokról. Ezek a weboldalak hatalmas népszerűségre tettek szert az elmúlt évek alatt, egyrészt annak köszönhetően, hogy jóval kedvezőbb áron juthat hozzá a vásárló a különböző javakhoz, másrészt pedig hogy hihetetlenül széles választékból csemegézhetnek a felhasználók.
Az aukciós oldalakra bárki ingyenesen regisztrálhat, vásárlásnál azonban nem árt figyelembe venni, hogy ha valaki licitál egy termékre, az a magyar Ptk. szerint szerződéskötésnek minősül. A licit lezárását követően tehát az eladó köteles a felkínált áron a vevőnek szolgáltatni az árut, a vevőnek pedig kötelessége megtéríteni a vételárat. A szerződéskötésből fakadó kötelezettség elmulasztását pedig akár polgári peres útra is lehet terelni. Az eladással elért jövedelem után adózni kell. Az üzletszerű tevékenységet folytatók számlaadási kötelezettséggel bírnak.
Az aukciós oldal az eladóktól használati díjat szed, ezért mindig ajánlatos a weboldal működési szabályzatát elolvasni.
Az árverések két megszokott formája létezik az aukciós oldalakon: az első a hagyományos licit, ahol az eladó meghatároz egy induló árat (amely akár 1 forint is lehet), s végül az a vevő nyeri meg a terméket, amely az árverés végén a legmagasabb ajánlatot teszi. A másik típusa az úgynevezett fix áras licit, melynél a kikiáltási ár rögzített, tehát nem kell megvárni a licit végét, a vevő azonnal megvásárolhatja a terméket, amennyiben az adott ár megfelelő számára. Emellett néha árejtéses, ún. holland aukció is előfordul.
Sok aukciós oldal fix áras licitnek feltüntetett webáruházzal bővíti kínálatát.

## Példák
- EBay

### Magyarországon
- Jófogás
- TeszVesz
- Vatera.hu
- Zsibvasar.hu